# 安諾波爾
安諾波爾（Annopol）是波蘭的一座城市。2004年，有人口2,679人。在1761年獲得城市地位。
50°53′N 21°52′E / 50.883°N 21.867°E